# Род человеческий
«Род человеческий» (в альтернативном переводе «За пределами») (англ. Extant — рус. Существующий) — американский научно-фантастический драматический телесериал, премьера которого состоялась 9 июля 2014 года на канале CBS. 9 октября 2014 года канал продлил шоу на второй сезон. 9 октября 2015 года канал закрыл сериал.

## Сюжет
Женщина-астронавт (Хэлли Берри) возвращается домой на Землю после годового пребывания с миссией в космосе и узнает, что она беременна.

## В главных ролях
- Хэлли Берри — астронавт Молли Вудс[7] (26 эпизодов)
- Пирс Ганьон — Итан Вудс[8] — сын Вудса, робот-гуманоид и прототип для проекта «Humanichs» (Гуманики)  (26 эпизодов)
- Грейс Гаммер — Джули Желино (26 эпизодов)
- Тайлер Хилтон — Чарли Артурс (20 эпизодов)
- Горан Вишнич — Джон Вудс (16 эпизодов)
- Хироюки Санада — Хидеки Яцумото[9] (13 эпизодов 1 сезона)
- Майкл О’Нил — Алан Спаркс (13 эпизодов 1 сезона)
- Кэмрин Мангейм — Сэм Бартон[10] (13 эпизодов 1 сезона)
- Джеффри Дин Морган — Джей Ди Рихтер (13 эпизодов 2 сезона)
- Дэвид Моррисси — Тобиас Шеферд (11 эпизодов 2 сезона)

### Второстепенный состав
- Линнэнн Загер — Д.Ж.И.Н.А. (озвучивание) (14 эпизодов)
- Мори Стерлинг — Гордон Керн (11 эпизодов 1 сезона)
- Кирси Клемонс — Люси (11 эпизодов 2 сезона)
- Серджио Харфорд — Маркус Доукинс (9 эпизодов 1 сезона)
- Брэд Бейер — Хармон Кригер (8 эпизодов 1 сезона)
- Чарли Бьюли — Один Джеймс (8 эпизодов 1 сезона)
- Клео Энтони — Арес (7 эпизодов 2 сезона)
- Кейт Бертон — Фиона Стэнтон (6 эпизодов 2 сезона)
- Энни Вершинг — Феми Додд (6 эпизодов 1 сезона)
- Тесса Феррер — Кэти Спаркс (6 эпизодов 1 сезона)
- Энвер Джокай — Шон Гласс (6 эпизодов 1 сезона)
- Джиннетта Арнетт — Эниа Спаркс (6 эпизодов 1 сезона)
- Эрик Мартсолф — Б.Е.Н. (озвучка) (6 эпизодов 1 сезона)
- Луис Госсетт (младший) — Куинн (3 эпизода 1 сезона)
- Оуайн Йомен — доктор Мэйсон (3 эпизода 1 сезона)

## Эпизоды

### Сезон 1 (2014)
| №  | #  | Название                                               | Режиссёр        | Сценарист      | Дата показа в США | Зрители США (в миллионах) |
| -- | -- | ------------------------------------------------------ | --------------- | -------------- | ----------------- | ------------------------- |
| 1  | 1  | «Вход в плотные слои атмосферы» «Re-Entry»             | Аллен Култер    | Мики Фишер     | 9 июля 2014       | 9.58                      |
| 2  | 2  | «Угасший» «Extinct»                                    | Мэтт Эрл Бисли  | Лесли Боэм     | 16 июля 2014      | 7.96                      |
| 3  | 3  | «Хочу, чтобы ты был здесь» «Wish You Were Here»        | Холли Дэйл      | Мики Фишер     | 23 июля 2014      | 6.48                      |
| 4  | 4  | «Приют» «Shelter»                                      | Пэрис Барклай   | Грег Уокер     | 30 июля 2014      | 5.92                      |
| 5  | 5  | «Что случилось на Земле?» «What on Earth is Wrong?»    | Дэн Лернер      | Питер Око      | 6 августа 2014    | 5.94                      |
| 6  | 6  | «Кошмары» «Nightmares»                                 | Адам Аркин      | Элиза Кларк    | 13 августа 2014   | 5.68                      |
| 7  | 7  | «Больше на небесах и земле» «More in Heaven and Earth» | Кристина Мур    | Ванесса Реисен | 20 августа 2014   | 5.57                      |
| 8  | 8  | «Вторжение» «Incursion»                                | Пол МакКрейн    | Гэвин Йохансон | 20 августа 2014   | 5.57                      |
| 9  | 9  | «Уход и кормление» «Care and Feeding»                  | Дэн Аттиас      | Мики Фишер     | 27 августа 2014   | 5.67                      |
| 10 | 10 | «Колода карт» «A Pack of Cards»                        | Дэн Лернер      | Лесли Боэм     | 27 августа 2014   | 5.67                      |
| 11 | 11 | «Новый мир» «A New World»                              | Кевин Даулинг   | Элиза Кларк    | 3 сентября 2014   | 5.78                      |
| 12 | 12 | «Перед кровью» «Before the Blood»                      | Давид Соломон   | Питер Око      | 10 сентября 2014  | 4.64                      |
| 13 | 13 | «Вознесение» «Ascension»                               | Мигель Сапочник | Мики Фишер     | 17 сентября 2014  | 5.45                      |

## Критика
Премьера «За пределами» получила удовлетворительные отзывы. На агрегаторе рецензий Rotten Tomatoes первый сезон имеет рейтинг «свежести» 81 % на основе 42 отзывов, при этом консенсус гласит: «Хотя многие идеи явно заимствованы из других источников, сериал выигрывает благодаря уникальному подходу к нескольким знакомым историям и сильному лидерству Холли Берри». На агрегаторе Metacritic он получил оценку 60 баллов из 100, основанную на 28 «в основном удовлетворительных» обзорах выбранных обозревателей. «За пределами» получил награду «Самого захватывающего нового сериала» на церемонии награждения «Выбора телевизионных критиков-2014». Обозреватель Игорь Карев (интернет-издание «Газета.Ru») крайне негативно отозвался о пилотном эпизоде сериала, однако похвалил актёрскую игру Хэлли Берри. Другой обозреватель Борис Иванов (интернет-портал Film.ru) написал положительную рецензию и дал оценку 3,5 балла из 5.
С учётом просмотров записей на DVR, премьера сериала собрала у экранов 11,88 миллионов зрителей с рейтингом 2.2 среди взрослой аудитории в категории 18-49.